# Volleybal op de Olympische Zomerspelen 2012
Volleybal is een van de sporten die beoefend werden tijdens de Olympische Zomerspelen 2012 in Londen. De wedstrijden werden van 28 juli tot en met 12 augustus gespeeld in het Earls Court Exhibition Centre (zaalvolleybal) en op de Horse Guards Parade (beachvolleybal).

## Onderdelen
Volleybal op de Olympische Zomerspelen omvat vier onderdelen:
- Beachvolleybal mannen
- Beachvolleybal vrouwen
- Volleybal mannen
- Volleybal vrouwen

## Kwalificatie
Het gastland had het recht om in elk onderdeel een team in te schrijven. Via kwalificatie ronden konden 23 beachvolleybalteams zich plaatsen en elf zaalvolleybalteams. Elk Nationaal Olympisch Comité mocht hiervoor twee mannen- en vrouwenteams naar de kwalificatietoernooien voor het beachvolleybal afvaardigen, en een mannen- en een vrouwenteam naar de kwalificaties voor het zaalvolleybal.

## Zaalvolleybal

### Mannen
Zie Volleybal op de Olympische Zomerspelen 2012 - Mannen (zaal)

### Vrouwen
Zie Volleybal op de Olympische Zomerspelen 2012 - Vrouwen (zaal)

## Beachvolleybal

### Mannen
Zie Beachvolleybal op de Olympische Zomerspelen 2012 (mannen)

### Vrouwen
Zie Beachvolleybal op de Olympische Zomerspelen 2012 (vrouwen)

## Medailles

### Beach
| Onderdeel | Goud | Goud                          | Zilver | Zilver                      | Brons | Brons                             |
| --------- | ---- | ----------------------------- | ------ | --------------------------- | ----- | --------------------------------- |
| Mannen    | GER  | Julius Brink Jonas Reckermann | BRA    | Alison Cerutti Emanuel Rego | LAT   | Mārtiņš Pļaviņš Jānis Šmēdiņš     |
| Vrouwen   | USA  | Misty May-Treanor Kerri Walsh | USA    | Jennifer Kessy April Ross   | BRA   | Juliana Felisberta Larissa França |

### Zaal
| Onderdeel | Goud     | Zilver           | Brons  |
| --------- | -------- | ---------------- | ------ |
| Mannen    | Rusland  | Brazilië         | Italië |
| Vrouwen   | Brazilië | Verenigde Staten | Japan  |

### Medaillespiegel
| Plaats | Land             | NOC    | Goud | Zilver | Brons | Totaal |
| ------ | ---------------- | ------ | ---- | ------ | ----- | ------ |
| 1      | Brazilië         | BRA    | 1    | 2      | 1     | 4      |
| 2      | Verenigde Staten | USA    | 1    | 2      | 0     | 3      |
| 3      | Duitsland        | GER    | 1    | 0      | 0     | 1      |
| 3      | Rusland          | RUS    | 1    | 0      | 0     | 1      |
| 5      | Italië           | ITA    | 0    | 0      | 1     | 1      |
| 5      | Japan            | JAP    | 0    | 0      | 1     | 1      |
| 5      | Letland          | LAT    | 0    | 0      | 1     | 1      |
| Totaal | Totaal           | Totaal | 4    | 4      | 4     | 12     |

Tokio 1964 · 
Mexico-stad 1968 · 
München 1972 · 
Montréal 1976 · 
Moskou 1980 · 
Los Angeles 1984 · 
Seoel 1988 · 
Barcelona 1992 · 
Atlanta 1996 · 
Sydney 2000 · 
Athene 2004 · 
Peking 2008 · 
Londen 2012 · 
Rio de Janeiro 2016 · 
Tokio 2020 · 
Parijs 2024 · 
Los Angeles 2028 
Medaillewinnaars: Beachvolleybal · Zaalvolleybal
Atletiek · Badminton · Basketbal · Boksen · Boogschieten · Gewichtheffen · Gymnastiek · Handbal · Hockey · Judo · Kanovaren · Moderne vijfkamp · Paardensport · Roeien · Schermen · Schietsport · Schoonspringen · Synchroonzwemmen · Taekwondo · Tafeltennis · Tennis · Triatlon · Voetbal · Volleybal · Waterpolo · Wielersport · Worstelen · Zeilen · Zwemmen